# Моштейро (Санта-Мария-да-Фейра)
Моштейро (порт. Mosteiró) — район (фрегезия) в Португалии, входит в округ Авейру. Является составной частью муниципалитета Санта-Мария-да-Фейра. Находится в составе крупной городской агломерации Большой Порту. По старому административному делению входил в провинцию Дору-Литорал. Входит в экономико-статистический субрегион Энтре-Доуру-и-Воуга, который входит в Северный регион. Население составляет 2043 человека. Занимает площадь 2,95 км².
Покровителем района считается Андрей Первозванный (порт. Santo André).